# Раково (городской округ Истра)
Раково — деревня в Костровском сельском поселении Истринского района Московской области. Население — 57 чел. (2016), в деревне 2 улицы, зарегистрировано 3 садовых товарищества. С Истрой деревня связана автобусным сообщением (автобус № 34).
Находится примерно в 20 км на юго-запад от Истры, на правом берегу реки Малой Истры, высота над уровнем моря 201 м. Ближайшие населённые пункты: Юркино, Пирогово и Меры.

## Население
| 1859 | 1890 | 1899 | 1926 | 2002 | 2006 | 2010 |
| ---- | ---- | ---- | ---- | ---- | ---- | ---- |
| 206  | ↗317 | ↗360 | ↘240 | ↘106 | ↘41  | ↗60  |
| 2016 |      |      |      |      |      |      |
| ↘57  |      |      |      |      |      |      |